# 八幡神社 (長岡市)
八幡神社（はちまんじんじゃ）は、新潟県長岡市千手町にある神社。旧社格は村社。

## 概要
祭神は譽田別命（応神天皇）。また、隣接していた諏訪神社を合併した関係で建御名方命を合祀する。
元々は三河国牛久保（現在の愛知県豊川市牛久保町）にあったが、藩主家牧野家に伴って越後長岡藩に移転し、長岡城に遷座する。元禄年中（1688年 - 1703年）に現在地へ移転した。